# José Pareja Yébenes
José Pareja Yébenes (Granada, 18 de abril de 1888-Granada, 9 de noviembre de 1951) fue un médico y político español, ministro de Instrucción Pública y Bellas Artes durante la Segunda República Española.

## Biografía
Nació el 18 de abril de 1888 en Granada.
Catedrático de Patología en las universidades de Sevilla y Granada, fue rector de esta última entre 1931 y 1933. También ejerció de alcalde de su ciudad natal. 
Fue fundador del Partido Republicano Autónomo de Granada (PRAG). Como parte de la Agrupación al Servicio de la República (ASR) fue elegido miembro de las cortes constituyentes de la República. Miembro del Partido Republicano Radical (PRR) fue elegido diputado a Cortes por la circunscripción de Granada en las elecciones de 1931 y 1933 ocupando la cartera de ministro de Instrucción Pública y Bellas Artes entre el 16 de diciembre de 1933 y el 3 de marzo de 1934 en el gobierno que presidió Alejandro Lerroux.
Falleció el 9 de noviembre de 1951 en Granada.